# Kruth
Kruth es una localidad y comuna francesa, situada en el departamento de Alto Rin, en la región de Alsacia. Sus habitantes reciben en idioma francés el gentílico de Kruthois.

## Demografía
| 899 | 1094 | 1012 | 1002 | 976 | 1010 |
| Para los censos de 1962 a 1999 la población legal corresponde a la población sin duplicidades (Fuente: INSEE [Consultar]) |      |      |      |     |      |